# 二甲基硫化锡
二甲基硫化锡是一种有机锡化合物，它具有环状三聚体[(CH3)2SnS]3的结构。它可由二甲基二碘化锡和硫化钠（或饱和硫化氢的硫化氢钾）乙醇溶液反应制得。

## 结构
单晶X射线衍射表明，二甲基硫化锡为三聚体，具有Sn-S交替的六元环结构。它以P21/n空间群或P42212空间群结晶。